# Cacao (série télévisée)
Pour les articles homonymes, voir Cacao (homonymie).
Cacao ,,, est une série télévisée ivoirienne en douze épisodes de cinquante minutes, réalisée par Alex Ogou, produite par Tanka Studio et co-produite par Canal+ International et dont le premier épisode est diffusé le 15 juin 2020 sur Canal+ Afrique.

## Synopsis
Deux grandes familles rivales du cacao, les Desva et les Ahitey, se battent pour le contrôle du négoce cacaoyer de la région de Caodji.

## Fiche technique
- Titre : Cacao[6],[7],[8]
- Réalisation : Alex Ogou[9],[10],[11],[12],[13],[14]
- Scénario : Sonia Zain, Fidèle Kofi, Anne Bakoro, Raymond N’Goh sur une idée originale de Yolande Bogui
- Production : François Deplanck (Tanka Studio), Alex Ogou (Underscan), Canal+ International
- Pays d'origine :  Côte d'Ivoire
- Langue originale : français
- Genre : Drame, saga familiale, suspense
- Diffusion originale : 2020[15],[16]
- Chaîne d'origine : Canal+ Afrique[17],[18],[19]
- Durée : 50 minutes par épisode

## Distribution
- Olivier Kissita[20] : Anthony Desva
- France Nancy Goulian : Priscille Desva
- Pélagie Beda : Yvette Desva
- Evelyne Ily : Alexia Desva
- Serge Abessolo : Élie Desva
- Naky Sy Savané[21] : Marité Desva
- Fargass Assandé : Jean Ahitey
- Fate Touré[22] : Manuella Konan Ahitey
- Karim Abdul Konaté : Michel Ahitey
- Ange Éric N'guessan : Guy Alain Ahitey
- Viateur Yapo : Lucien Ahitey
- Cyrille Toualy Tapé : Landry Ahitey

## La nouvelle saison de 2025
La saison 2 de Cacao,, une production originale Canal+, marque le retour de la saga familiale qui explore les rivalités impitoyables du marché du cacao en Afrique de l’Ouest. Diffusée sur Canal+ Pop à partir du 16 février 2025 une initiative du groupe Canal+, cette nouvelle saison s’inscrit dans la continuité du premier opus tout en introduisant des enjeux inédits . Le récit suit l’affrontement toujours plus intense entre les Desva et les Ahitey, deux familles prêtes à tout pour asseoir leur domination économique et politique. Alors qu’Anthony Desva se retrouve isolé en pleine forêt et qu’Élie lutte pour sa survie après une attaque, la lutte pour le contrôle de l’entreprise familiale s’intensifie, opposant Yvette et Marithé sous la pression du conseil d’administration. Parallèlement, Jean Ahitey fait face aux conséquences de la mort de Landry, tandis que Michel est confronté à des accusations qui pourraient bouleverser l’équilibre des forces. Enrichissant davantage l’intrigue, la saison 2 introduit l’orpaillage clandestin comme un nouvel élément clé du scénario, mettant en lumière les tensions entre l’exploitation du cacao et celle de l’or, deux secteurs à la fois opposés et interdépendants. Réalisée par Alex Ogou, épaulé par les réalisatrices Angela Aquereburu-Rabatel et Kismath Baguiri, cette superproduction panafricaine rassemble un casting mêlant figures emblématiques de la première saison, comme Fargass Assandé et Serge Abessolo, et nouveaux talents tels que Julio Teko et Eve Guehi. Avec une mise en scène immersive et un scénario dense, Cacao saison 2 promet une plongée encore plus captivante dans les coulisses du pouvoir, des jeux d’influence et des ambitions sans limites,. L'avant première de la série a été annoncée le 13 février 2025 au cinéma Pathé Cap Sud à Abidjan-Marcory,,, la saison 2 a 8 épisodes

## Production

### Développement
Le casting de Cacao rassemble plus de 70 comédiens panafricains de la Côte d'Ivoire, du Gabon, de la République du Congo, de la République démocratique du Congo et du Sénégal.
La série a eu le soutien de l'organisation internationale de la francophonie (IOF) et de CFI Médias, l'agence française de coopération médias.